# Galeodopsis bilkjeviczi
Espèce
Synonymes
- Galeodes bilkjeviczi Birula, 1907

Galeodopsis bilkjeviczi est une espèce de solifuges de la famille des Galeodidae.

## Distribution
Cette espèce est endémique du Turkménistan.

## Description
La femelle holotype mesure 46 mm.

## Étymologie
Cette espèce est nommée en l'honneur de Stanisław Bilkiewicz.

## Publication originale
- Birula, 1907 : Neue Solifugen. Zoologischer Anzeiger, vol. 31, p. 280–283 (texte intégral).